# Njutångers församling
Njutångers församling var en församling i Uppsala stift och i Hudiksvalls kommun i Gävleborgs län. Församlingen uppgick 2006 i Enånger-Njutångers församling.

## Administrativ historik
Församlingen har medeltida ursprung. Ur församlingen utbröts 12 juni 1798 en del av den då bildade Nianfors församling.
Församlingen var till 1 maj 1915 annexförsamling i pastoratet Enånger och Njutånger som 1798 utökades med Nianfors församling. Från 1 maj 1915 till 1985 var församlingen moderförsamling i pastoratet Njutånger och Nianfors. Nianfors församling återgick in i denna församling 1985 och församlingen utgjorde då till 2006 ett eget pastorat. Församlingen uppgick 2006 i Enånger-Njutångers församling.
Församlingskod var 218405.

## Organister
| Ämbetstid | Namn          | Levnadstid | Övrigt    |
| --------- | ------------- | ---------- | --------- |
| 1963–1964 | Rolf Stenholm | 1937–      | Organist. |

## Kyrkor
- Njutångers kyrka
- Iggesunds kyrka